# الكنيسة الكاثوليكية في المغرب

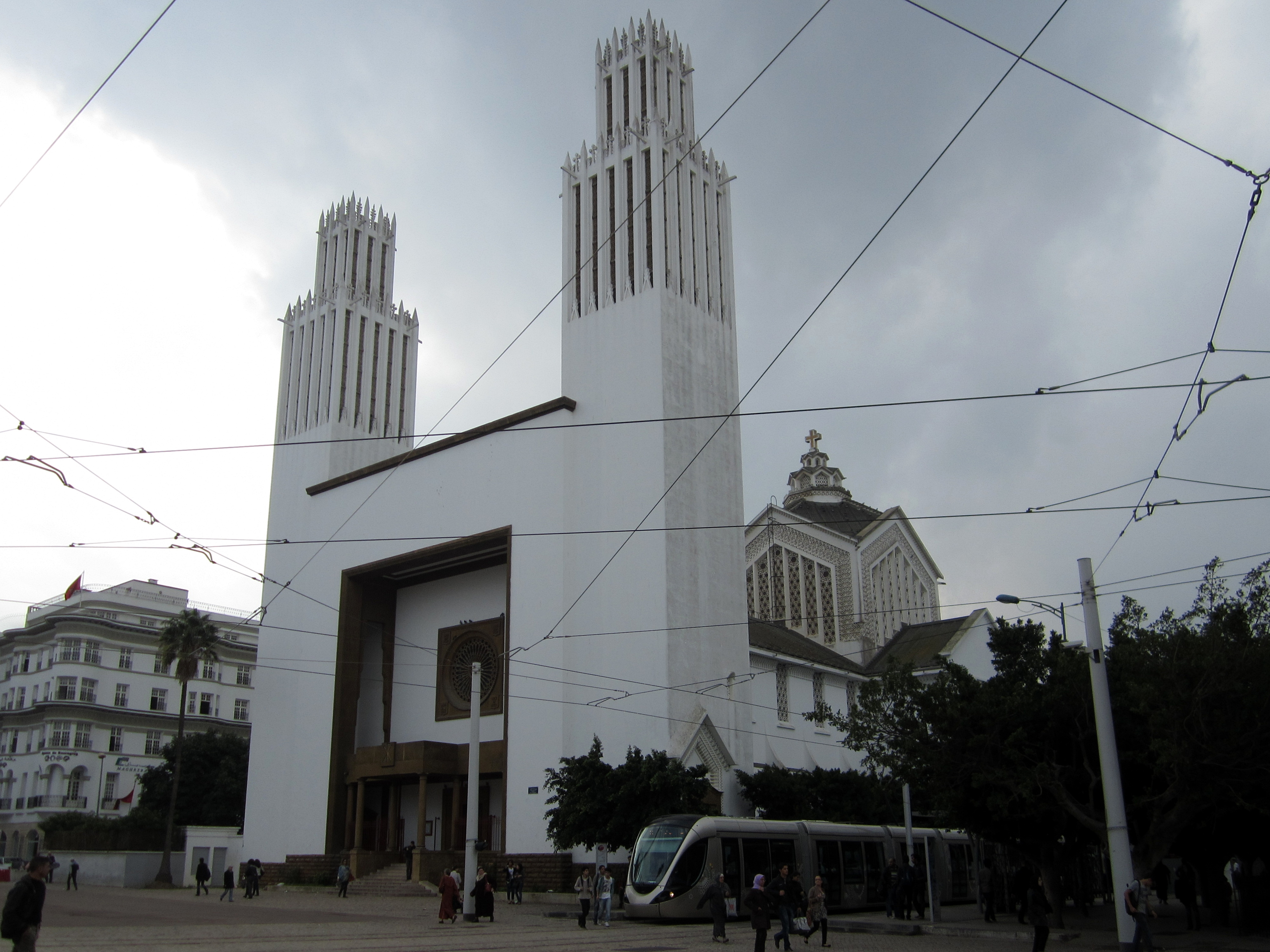
كاتدرائية القديس بطرس (الرباط)

الكنيسة الكاثوليكية في المغرب هي جزء من الكنيسة الرومانية الكاثوليكية العالمية، تحت القيادة الروحية للبابا في روما وهي مرخصة بموجب طبقًا المادة الثالثة من دستور المغرب. يمثل الكاثوليك أقلية دينية في المغرب حيث يشكلون حوالي ثلثي عُشر بالمائة فقط من إجمالي السكان.
وتنقسم الكنيسة في البلاد إلى أبرشيتان لا تخضعان للولاية القضائية الوطنية داخل الكنيسة وإنما للولاية القضائية العالمية للبابا أسقف روما. وتضم الأبرشية الرومانية الكاثوليكية في الرباط وأبرشية طنجة جميع الرعايا في الأراضي المغربية.
في شراكة وثيقة مع الكرسي الرسولي، فإن أساقفة الأبرشيات في المغرب هم أعضاء في مؤتمر أساقفة منطقة شمال إفريقيا الذي يجمع أساقفة المغرب والجزائر وتونس وليبيا.